# سم راسل (بازیکن فوتبال، زاده ۱۹۸۲)
سام راسل (انگلیسی: Sam Russell؛ زادهٔ ۴ اکتبر ۱۹۸۲) بازیکن فوتبال اهل بریتانیا است.
از باشگاه‌هایی که در آن بازی کرده‌است می‌توان به باشگاه فوتبال فارست گرین راورز، باشگاه فوتبال میدلزبرو، باشگاه فوتبال دارلینگتون، باشگاه فوتبال اسکانتورپ یونایتد، باشگاه فوتبال گیتزهد، باشگاه فوتبال گریمزبی تاون، باشگاه فوتبال ورکسام، و باشگاه فوتبال روچدیل اشاره کرد.